# Lohnse hofrecht
Het Lohnse Hofrecht was sinds 1363 tot midden 16e eeuw een hofrecht vergelijkbaar met de Saksenspiegel, dat werd gebruikt in schriftelijke vorm van rechtspraak en diende andere Hoven in de omgeving tot voorbeeld. Het Lohnse Hofrecht was de beroepinstantie bij twijfelkwesties. 

## Geschiedenis
Het Lohnse Hofrecht was volgens auteur Hans Höfinghoff een van de belangrijkste overgeleverde hofrechten uit het Middeleeuwse Duitsland. Dit Hofrecht blijkt een verzameling van gerechtelijke uitspraken die waren gedaan op de gerechtsdagen van het Hof. Hoe belangrijk en dus relatief wijdverbreid het Hofrecht van Lohn werd gebruikt, wordt duidelijk aangetoond door de overname ervan door andere Hoven, zoals in Wolbeck, Borken, Rede, Bocholt, Warendorf, Dülmen en Vreden. Ook het Hofrecht van Billerbeck en dat van Alverskirchen waren gebaseerd op dat van Lohn. Het Lohnse Hofrecht werd overigens door hoven van beroep in gebruik genomen. In Nederland was het Lohnse Hofrecht ook in de Heerlijkheid Bredevoort in gebruik, zelfs na de tijd van het Graafschap Lohn. Tot de 18e eeuw werd het Lohnse Hofrecht vervolgens herhaaldelijk gekopieerd, en later herdrukt. De druk in de "Weisthümern" van Jacob Grimm uit 1842 is "de meest betrouwbare" versie. 